# Clifton, Lancashire
Clifton är en by i Fylde, Lancashire i England. Byn är belägen 31,5 km 
från Lancaster. Orten har 866 invånare (2016). Byn nämndes i Domedagsboken (Domesday Book) år 1086, och kallades då Clistun.